# Marie Joe Mamatou Mèba Bio
Marie Joe Mamatou Mèba Bio est une femme politique béninoise. En 2008, elle entre dans le gouvernement Yayi Boni et devient ministre de la Famille et de la Solidarité nationale,,.